# 早王朝時期 (埃及)
早王朝時期，也称为古风时期（英语：Archaic Period）或提尼斯时期（英语：Thinite Period，来自统治者的家乡提尼斯）。大約在公元前3150年，上下埃及的統一標誌著古埃及早王朝時期的開始。早王朝時期包括了第一王朝與第二王朝，時間由前王朝時期直至公元前2686年，又或者直至古王國時期。在第一王朝時期，埃及的首都由阿拜多斯遷至孟斐斯，統治埃及的君主擁有神一般的權力，其統治範圍由尼羅河三角洲至阿斯旺尼羅河第一瀑布。阿拜多斯仍然是埃及南部宗教崇拜的中心。古埃及文明的許多成就，如藝術、建築及宗教的各方面都在這段時期成形。
在上下埃及統一之前，埃及的各個城市都有自主權。在早王朝時期，以及後來的許多時間，埃及均被稱為「兩地」（Two Lands）。法老建立國家的行政及委任王室政府官員。中央政府的建築是典型以木或砂岩建造的開放式神廟。埃及的國家組成基本上是本土的，上下埃及的人民的交談很可能使用共同語，即埃及語，而各地則有方言，促成了國家的統一。而最早期的埃及象形文字於早王國時期之前出現，儘管我們無法透過那時的文字確定其口語。
根據古埃及祭司和历史学家曼涅托记载的《埃及史》，第一位埃及的君主為美尼斯。但是，最早期有記錄的第一王朝君主是荷爾-阿哈，以及第一位統一兩地的君主那爾邁（前王朝時期的最後一位君主）——他的名字刻於一塊古埃及人用作畫眼線的磨板上，而後世稱這塊磨板為那爾邁石板。
農民的喪葬儀式與前王朝時期相同，但富有人家則要求更多。因此，埃及人開始興建馬斯塔巴，成為了古王國時期如階梯金字塔的前身。穀類農業及中央化令埃及在接下來的800年都得到興盛的發展。

## 文化演變
到公元前3600年左右，尼罗河沿岸的新石器时代埃及社会已经将其文化建立在种植作物和驯化动物的基础上。公元前3600年后不久，埃及社会开始发展，并迅速向精致文明迈进。在这一时期，出现了一种与南黎凡特陶器有关的新的、独特的陶器。在这一时期，铜的广泛使用变得很普遍。美索不达米亚的晒砖工艺和建筑原理，包括使用拱门和凹墙进行装饰效果，变得流行起来。
在这些文化进步的同时，尼罗河上游或上埃及的社会和城镇也出现了统一的过程。与此同时，尼罗河三角洲或下埃及的社会也经历了统一过程。上埃及和下埃及之间经常发生战争。在上埃及统治期间，那尔迈国王击败了三角洲上的敌人，统一了上埃及和下埃及。那尔迈戴着双冠出现在调色板上，双冠由代表上埃及的莲花和代表下埃及的纸莎草芦苇组成，这标志着埃及两个地区的统一统治，随后的所有统治者都遵循了这一统治。在神话中，埃及的统一被描绘成猎鹰神，称为荷鲁斯，与下埃及一致，征服和征服与上埃及一致的神塞特。神圣的王权将在埃及持续三千年，它被牢固地确立为埃及政府的基础。尼罗河沿岸社会的统一也与非洲湿润期的结束有关。
农民的葬礼习俗和前王朝时代一样，但富人要求更多。因此，埃及人开始建造马斯塔巴斯，马斯塔巴斯成为后来古王国建筑的典范，如阶梯金字塔。在接下来的800年里，谷物农业和中央集权为国家的成功做出了贡献。
可以肯定的是，早在埃及第一位国王在埃及下城孟菲斯登基之前，埃及就已经统一为一个文化和经济领域。随着地方建立贸易网络，以及政府更大规模组织农业劳动力的能力增强，政治统一逐渐进行，可能持续了几个世纪。神圣的王权可能也获得了精神动力，因为与在世代表相关的荷鲁斯、赛特和奈斯等神的崇拜在该国广泛传播。
也正是在这一时期，埃及的书写系统得到了进一步的发展。最初，埃及文字主要由几个表示各种物质数量的符号组成。到第三王朝末，它已经扩展到包括200多个符号，包括表音符号和表意符号。

## 第一位法老
根据曼涅托的表述， 第一位统一上下埃及的君主是美尼斯，现在被确认与那尔迈为同一人。那尔迈的确是有记载的第一王朝最早的君主， 他的名字首次出现在法老登和卡的墓地印章上，表明那尔迈被第一王朝的君主们认为是重要的奠基者。那尔迈同时也是最早的与上下埃及权力标志相关的君主（特别是那尔迈调色板，这是一块用于祭祀的化妆调色板，展示了那尔迈佩戴上下埃及王冠的画面），因此他可能是第一位实现统一的君主。所以，目前的共识是“美尼斯”与“那尔迈”是同一个人。然而也有其他理论认为那尔迈是涅伽达三期文化的最后一位君主 而荷尔-阿哈应该被认定为“美尼斯”。

## 迦南和努比亞的定居點
从公元前3200年开始，埃及人的定居和殖民活动在迦南南部的各个地方都有迹象，包括工程设施（堡垒、堤岸和建筑物）、陶器、器皿、工具、武器和印章等等。 同时也在迦南发现了与早期王朝时期第一位统治者那尔迈相关的20个塞拉赫。 也有证据展示了在努比亚A文化结束之后，埃及在下努比亚的定居和占领。 在早期王朝时期，埃及国家的权力可能已经向北延伸到如今的特拉维夫地区，向南延伸到位于努比亚的尼罗河第二瀑布。

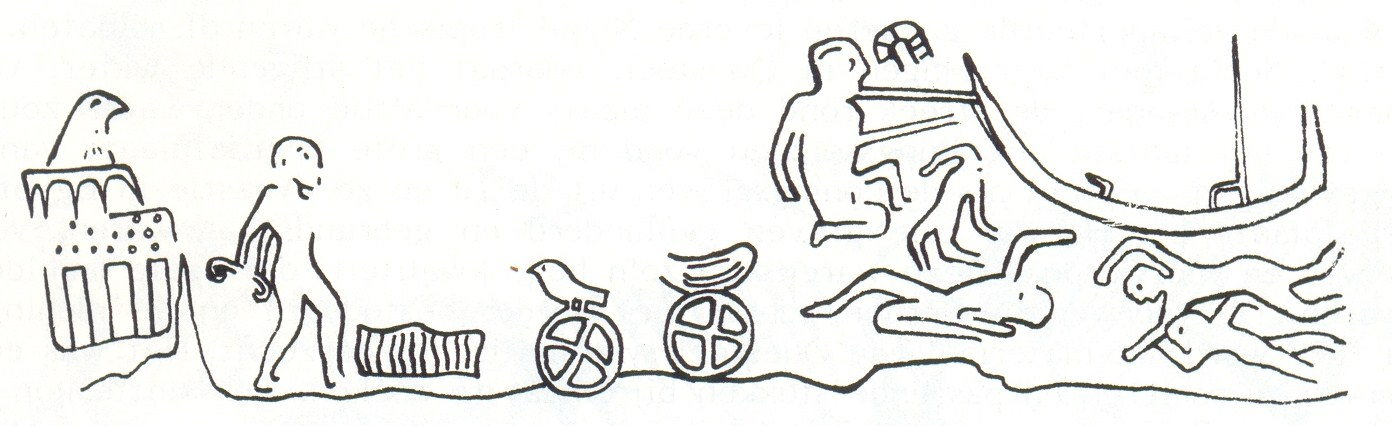
这幅雕刻（Relief of Gebel Sheikh Suleiman）可能描绘了前王朝晚期或早期王朝时期埃及君主对努比亚A文化的胜利。

## 資料來源
1. ↑  Robert J. Wenke (2001). "Early Dynastic Period", The Oxford Encyclopedia of Ancient Egypt, Ed. Donald B. Redford. ISBN 0-19-518765-2
2. ↑  Bard, Kathryn A. (2003) "The Emergence of the Egyptian State", The Oxford History of Ancient Egypt, Ed. Shaw, Ian, p.63, Oxford University Press ISBN 978-0-19-280458-7
3. ↑  Qa'a and Merneith lists http://xoomer.virgilio.it/francescoraf/hesyra/Egyptgallery03.html （页面存档备份，存于）
4. ↑  The Narmer Catalog http://narmer.org/inscription/1553 （页面存档备份，存于）
5. ↑  The Narmer Catalog http://narmer.org/inscription/4048 （页面存档备份，存于）
6. ↑  Carl Roebuck, The World of Ancient Times (Charles Scribner's Sons: New York, 1966) p. 52-53.
7. ↑  Carl Roebuck, The World of Ancient Times, p. 53.
8. ↑  Branislav Anđelković, Southern Canaan as an Egyptian Protodynastic Colony （页面存档备份，存于）
9. ↑  Branislav Anđelković, Hegemony for Beginners: Egyptian Activity in the Southern Levant during the Second Half of the Fourth Millennium B.C. （页面存档备份，存于）
10. ↑  Naomi Porat. . Edwin C. M. van den Brink  (编). . Van den Brink. 1992: 433–440  [24 February 2013]. ISBN 978-965-221-015-9.
11. ↑  .   [2025-05-13]. （原始内容存档于2021-12-09）.
12. ↑  Jiménez-Serrano, Alejandro. . Universidad de Jaen. 2007: 370, Table 8.
13. ↑  Brian Yare, The Middle Kingdom Egyptian Fortresses in Nubia. 2001
14. ↑  Drower, Margaret 1970: Nubia, A Drowning Land, London, pp. 16-17
15. ↑  Morris, Ellen. . John Wiley & Sons. 2018: 29.